# Urvashi Butalia

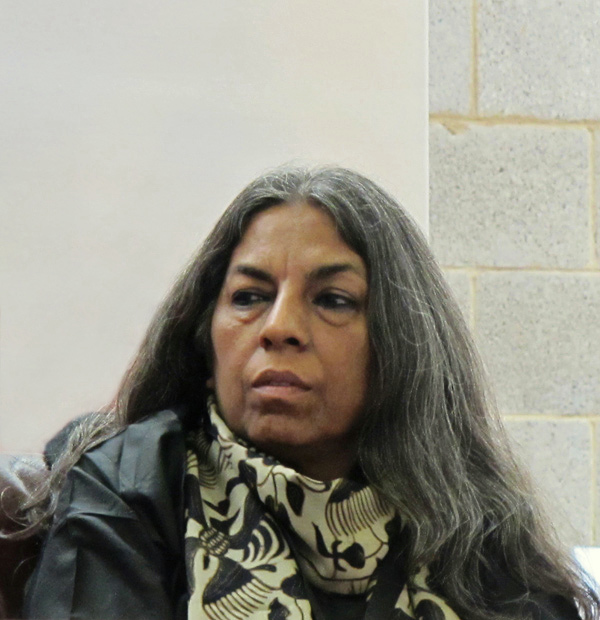
Urvashi Butalia (2011)

Urvashi Butalia (* 1952 in Ambala, Indien) ist eine indische Schriftstellerin, Historikerin, Verlegerin und Feministin. Mit Ritu Menon gründete Urvashi Butalia den ersten feministischen Verlag Indiens Kali for Woman. Nach einer gütlichen Trennung 2003 leitet Butalia ihren eigenen Verlag Zubaan Books.
Urvashi Butalia spricht mehrere indische Sprachen (Hindi, Panjabi, Bengali) sowie Englisch, Französisch und Italienisch. Sie lebt in New Delhi.

## Ausbildung und Verlagskarriere
Urvashi Butalia erwarb 1971 einen Bachelor in Literatur an der Universität Delhi und dann den Master in Literatur an der gleichen Universität im Jahr 1973. Einen Master in Südasienstudien erwarb sie 1977 an der Universität London.
Sie begann ihre publizistische Laufbahn als Redakteurin bei der Oxford University Press in Delhi und arbeitete im Hauptsitz des Verlages in Oxford. Zurückgekehrt lehrte sie über Verlagswesen an der Universität von Delhi. Im Jahr 1982 trat sie bei Zed Books London ein und half ein Verlagsprogramm für Frauen- und Geschlechterforschung aufzubauen.

## Eigenes literarisches Schaffen
Butalia konzentrierte ihre eigene schriftstellerische Tätigkeit auf die moderne Geschichte Indiens und auf die Teilung Indiens und mündliche Überlieferungen im Besonderen. Sie hat auch über Geschlecht, Kommunalismus, Fundamentalismus und Medien geschrieben.
Ihr Buch The Other Side of Silence ist eines der einflussreichsten Bücher über Südasienstudien des vergangenen Jahrzehnts. Es blieb für mehr als sechs Monate an der Spitze der indischen Bestsellerliste und gewann den Oral History Book Association Award im Jahr 2001 sowie den Nikkei Asia Award für Kultur im Jahr 2003. Das Buch ist das Ergebnis von mehr als 70 Interviews, die Butalia mit Überlebenden der Teilung Indiens durchgeführt hat, und betont insbesondere die Rolle der Gewalt gegen Frauen in der kollektiven Erfahrung der Tragödie.
Butalia schreibt unter anderem für The Guardian, The Statesman, Times of India und Zeitschriften wie Granta, Outlook, New Internationalist und India Today.

## Gesellschaftliches Engagement
Butalia hat in indischen und globalen Frauenbewegungen aktiv teilgenommen, unter anderem mit Samta, einer Organisation, die für einen Wandel der indischen Gesetze über Gewalt gegen Frauen, Mitgift und Vergewaltigung eintritt. Sie ist als Beraterin für verschiedene nationale und internationale Organisationen tätig.

## Werke
- Making a Difference: Feminist Publishing in the South, Chestnut Hill, MA: Bellagio, Pub. Network, 1995.
- Women and the Hindu Right: A collection of essays, New Delhi: Kali for Women, 1995.
- Women and Right Wing Movements: Indian Experiences, London: Zed Books, 1995.
- In Other Words: New Writing by Indian Women, Boulder, Westview Press, 1994.
- The Other Side of Silence: Voices from the Partition of India, Penguin Books India, 1. Dezember 1998
- Speaking Peace: Women Voices from Kashmir, 2002

In deutscher Sprache:
- Frauen in Indien, Deutscher Taschenbuch Verlag, 2006, ISBN 978-3-423-13508-5
- Geteiltes Schweigen. Innenansichten zur Teilung Indiens, Lotos Werkstatt Verlag, 2015, ISBN 978-3-86176-055-9

## Auszeichnungen
- 2017: Goethe-Medaille[2]